# Manzano (Nuevo México)
Manzano es un lugar designado por el censo ubicado en el condado de Torrance en el estado estadounidense de Nuevo México. En el Censo de 2010 tenía una población de 29 habitantes y una densidad poblacional de 6,63 personas por km².

## Geografía
Manzano se encuentra ubicado en las coordenadas 34°38′37″N 106°22′1″O / 34.64361, -106.36694. Según la Oficina del Censo de los Estados Unidos, Manzano tiene una superficie total de 4.38 km², de la cual 4.38 km² corresponden a tierra firme y (0%) 0 km² es agua.

## Demografía
Según el censo de 2010, había 29 personas residiendo en Manzano. La densidad de población era de 6,63 hab./km². De los 29 habitantes, Manzano estaba compuesto por el 55.17% blancos, el 0% eran afroamericanos, el 13.79% eran amerindios, el 0% eran asiáticos, el 0% eran isleños del Pacífico, el 27.59% eran de otras razas y el 3.45% pertenecían a dos o más razas. Del total de la población el 72.41% eran hispanos o latinos de cualquier raza.